# Aprosthema intermedium
Aprosthema intermedium är en stekelart som först beskrevs av Ernst Gustav Zaddach 1864.  Aprosthema intermedium ingår i släktet Aprosthema, och familjen borsthornsteklar. Arten har ej påträffats i Sverige.